# دي أكسجين
دي أكسجين (بالإنجليزية: Doxygen)‏ هو برنامج حر لتوليد توثيق الأكواد (منشئ توثيق)، و أداة لكتابة الوثائق المرجعية للبرامج. تتم كتابة الوثائق داخل الكود، وبالتالي يسهل نسبيًا تحديثها. يمكن لـ Doxygen عبور الوثائق المرجعية والتعليمات البرمجية، بحيث يمكن لقارئ المستند الرجوع بسهولة إلى الكود الفعلي.
Doxygen هو برنامج مجاني، تم إصداره بموجب شروط رخصة جنو العمومية العامة الإصدار 2 (GPLv2).

## وصلات خارجية
- دي أكسجين على موقع Open Hub (الإنجليزية)
- دي أكسجين على موقع Free Software Directory (الإنجليزية)
- دي أكسجين على موقع SourceForge (الإنجليزية)
- الموقع الرسمي